# Blohm & Voss P 202
Blohm & Voss P 202 (P.202) byl německým návrhem proudového stíhacího letounu s otočným křídlem, které se také nazývá jako šikmé křídlo nebo nůžkové křídlo. Letoun byl navržen jako hornokřídlý, jehož křídlo mělo být možné natočit v rozsahu od 0 ° do 35 °. Při vzletu mělo být křídlo v přímé poloze. Pro let vysokou rychlostí se mělo natočit levým křídlem vpřed o 35 °. P 202 měl být vybaven podvozkem příďového typu, jehož hlavní podvozkové nohy měly být zasouvány do otočného křídla. Letoun měl být poháněn dvojicí motorů BMW 003 umístěných pod trupem letounu. Návrh letounu pochází z roku 1942 od konstruktéra Richarda Vogta, který se svým konstrukčním týmem navrhl v období let 1938 až 1945 okolo 33 asymetrických letadel.
Ze stejného období pochází také návrh varianty Messerschmitt P. 1101/XVIII-108, která je také označovaná jako Messerschmitt P. 1109. Tento letoun měl být vybaven dvojicí otočných křídel. Jedno otočné křídlo mělo být umístěno nad trupem letounu, druhé pod trupem letounu.

## Specifikace
Technické údaje
- Rozpětí křídla: 12,009 m (39,40 ft) v konfiguraci přímého křídla
- Rozpětí křídla: 10,009 m (32,84 ft) v konfiguraci křídla otočeného o 35 °
- Plocha křídla: 19,97 m2 (215,0 sq ft)
- Pohonná jednotka: 2 × proudový motor BMW 003 každý o tahu 800 kp (7,84 kN) při 9 500 ot/min.

Výzbroj
- 1 × MK-103 ráže 30 mm
- 2 × MG 151 ráže 20 mm